# يوجين فرومنتان

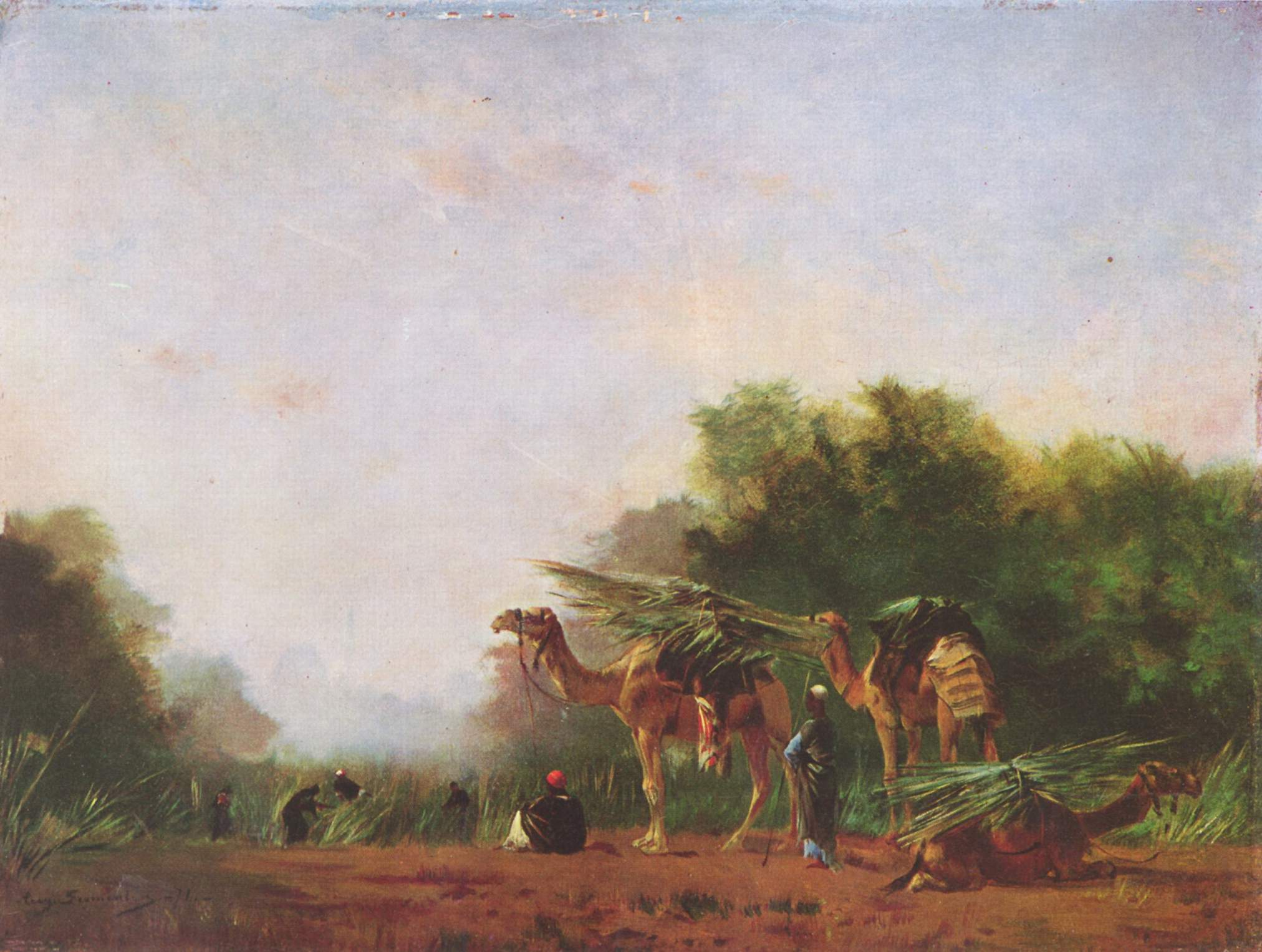
عرب، 1871

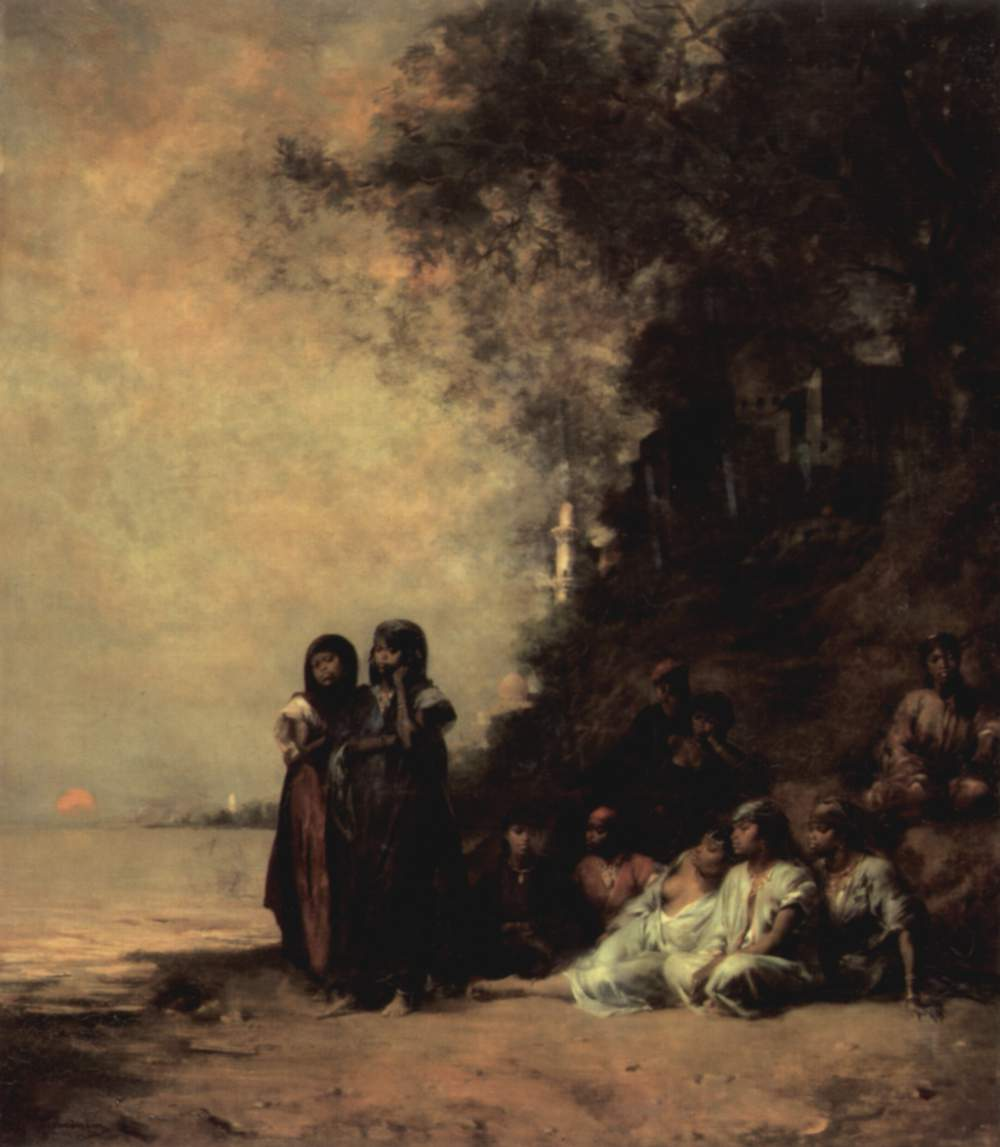
هدية من إسنا، 1876

اوجين فرومنتان (بالفرنسية: Eugène Fromentin) من (24 أكتوبر 1820 – 27 أغسطس 1876) رسام وكاتب فرنسي .

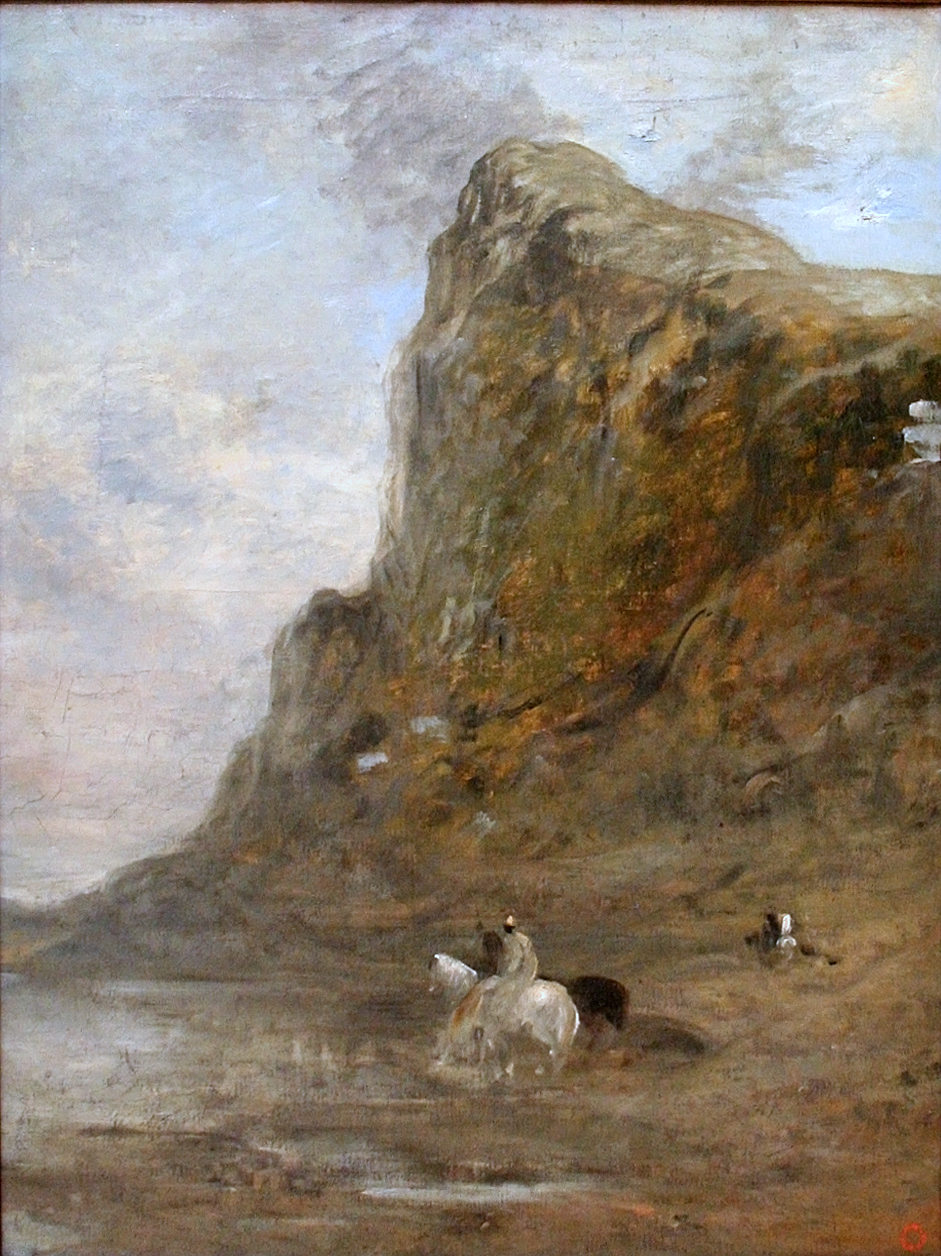
فرسان مغاربة على سفح جرف شفرا

ولد في لا روشيل. نشأ في عائلة برجوازية تعتني بالثقافة مما أتاح له صقل موهبته الفنية ومعرفة أعمال كبار الفنانين والأدباء الفرنسيين. وقد أثَّرت قراءته المبكرة لبعض أعمال بلزاك وسانت بوف في شخصيته وأكسبته حساسية مفرطة زادها عشقه لصديقة طفولته جيني شيسيه التي تزوجت رجلاً آخر وماتت وهي في ريعان الشباب، مما دفعه إلى المزيد من الانطواء والعزلة، فترك تحضير رسالته الجامعية في الحقوق وتوجه نحو الفن والأدب. وبعد تركه المدرسة تتلمذ لبضع سنين على يد لوي كابا، رسام المناظر الطبيعية.
في عام 1846 قام فرومنتان، برفقة عدد من أترابه، برحلة إلى الصحراء الجزائرية. ووقع تحت سحر الصحراء. فكان فرومنتان واحداً من أوائل الوصافين التصويريين في الجزائر.
ولما كان قادراً في سن مبكرة أن يزور الأرض والشعب الذي استوحى منه معظم أعماله، وأن يختزن ذكرياته وصوره بالتفاصيل التصويرية والوصفية للحياة في شمال أفريقيا، فقد حصل في 1849 على وسام من المرتبة الثانية.
فرجع إلى الجزائر مرة ثانية، وأقام فيها قرابة سنة كاملة 1847-1848،
في 1852 قام بزيارة ثالثة للجزائر، مصاحباً بعثة تنقيب عن الآثار، وفيها أكمل دراسته الدقيقة لمناظر البلد وعادات شعبه، الأمر الذي مكنه من أن يعطي عمله دقة واقعية تأتي من المعرفة اللصيقة. كما زار مصر. وقد رسم في هذه الرحلات عدداً كبيراً من اللوحات ذات الموضوعات الاستشراقية الفجّة (أحصنة تعدو، جاريات جميلات، شيوخ قبائل...)، كما جمع فيها كثيراً من الانطباعات، نشرها في ثلاثة مجلدات: «صيف في الصحراء الكبرى» عام (1857)، «عام في منطقة الساحل» عام (1859)، «انطباعات من رحلة إلى مصر» عام (1881). وكما هي الحال لدى غالبية كتاب الرحلات الأوربيين يضيف فرومنتان إلى الوصف الظاهري للمناطق التي زارها والشعوب التي قابلها أحكام قيّمة مبنية على معايير مركزية أوربية، وهذا ما يجعله يقول مثلاً: « إن العرب هم الشعب الوحيد الذي استطاع الاحتفاظ بكبريائه لأنه عرف كيف يبقى بسيطاً في حياته وتقاليده وأسفاره وسط الشعوب الأخرى المتمدنة». توفي في سان موريس عام 1876.

## مؤلفاته
أصدر فرومنتان عام 1876 كتاباً في النقد الفني بعنوان «المعلمون القدماء»، يدرس فيه أعمال فناني العصور السابقة ويبدي إعجابه بتقنيتهم وبقدرتهم على رسم شفافية الفضاء و«ألوان الأثير». كما نشر عام 1863 روايته اليتيمة «دومينيك» Dominique التي جاءت سيرة ذاتية تسترجع قصة حبه المخفقة، فالبطل دومينيك يعشق منذ طفولته مادلين قريبة صديقه، ويبلغ العشق ذروته عندما يقرر العاشقان وضع حد لعلاقتهما.
تميّز إبداع فرومنتان بالتعلق المرَضي بقيم البراءة والصفاء والطهرانية، فجاءت كل أعماله محاولة في الكشف عن هذه القيم في الأشياء وفي الناس وراء السكون والصمت الظاهريين.

## أهم أعماله
أول نجاحاته الكبرى كان في صالون . وبين أعماله الأكثر أهمية نجد:
- La Place de la Brèche في قسنطينة (1849)
- دفن مور  (1853)
- ' البهلوانات نيغرو (1859)
- الجمهور في chalife (1859)
- بيرغر القبائل (1859)
- العربية خطابات (1861)
- ' إقامة مؤقتة العربية (1863)
- الصيد هوك (1863)
- ' فالكونر العربية (الآن في لوكسمبورج) (1863)
- 'هيرون هانت (1865)
- ليلة لصوص (1867)
- القنطور والعربية لهجوم من قبل أسد (1868)
- إيقاف بغل (1869)
- النيل (1875)
- هدية من إسنا (1875)

## الهامش
1. 1 2  أرشيف الفنون الجميلة، QID:Q10855166
2. ↑  Charles Dudley Warner, ed. (1897), Library of the World's Best Literature (بالإنجليزية), QID:Q19098835
3. ↑  Dictionary of Art Historians (بالإنجليزية), QID:Q17166797
4. ↑  Speake، Jennifer, ed. (2003). Literature of Travels and Explorations. New York: Taylor & Francis Books. ج. Vol. 1 A  to F. ص. 471–472. {{استشهاد بكتاب}}: |المجلد= يحوي نصًّا زائدًا (مساعدة)، |الأول= باسم عام (مساعدة)، وروابط خارجية في |عنوان= (مساعدة)صيانة الاستشهاد: أسماء متعددة: قائمة المؤلفين (link)

- تحوي هذه المقالة معلومات مترجمة من الطبعة الحادية عشرة لدائرة المعارف البريطانية لسنة 1911 وهي الآن ضمن الملكية العامة.

## وصلات خارجية
- يوجين فرومنتان على موقع الموسوعة البريطانية (الإنجليزية)
- يوجين فرومنتان على موقع ديسكوغز (الإنجليزية)